# Mézga család és az ámítógép
A Mézga család és az ámítógép (vagy inkább Mézga család és a (sz)ámítógép) a Mézga család széria negyedik sorozata, melyet a Pannónia Filmstúdió 2005-ben tervezett elkészíteni. Pénzhiány miatt azonban a sorozatból csak két epizód készült el.

## A gyártás
A Pannónia Filmstúdió 2005-ben vetette fel az ötletet, hogy folytatja az egyik legnagyobb sikert hozó magyar rajzfilmsorozatot, s akkoriban ezzel a hírrel volt tele az egész internet. Nepp József és Ternovszky Béla, a sorozat megalkotói visszatértek rendezőként, s a sorozat elődeihez hűen hagyományos kézzel rajzolt technikával készült volna (eme technika irdatlanul magas költségei okozta végül a bukását). Miután az előző sorozatok szereplői az idő múlásával, vagy meghaltak, vagy pedig kinőtték szerepeiket, így az új sorozat új színészeket vonultatott fel a szereplők hangjaiként, egyedül a családfő hangját kölcsönző Harkányi Endre maradt meg a régiek közül. A többi szereplőt Tóth Judit, Haumann Petra, Baradlay Viktor, Tomanek Gábor és Reviczky Gábor szinkronizálta. A történet szerint a család a számítógéppel és az internettel ismerkedik, minden epizódban valami újabb aktuális problémát dolgoznak fel a jelenlegi számítástechnikával kapcsolatban.
A sorozatnak azonban csak két epizódja készült el. Az első részt 2005. június 3-án vetítették le a Filmmúzeum Zenebisztró elnevezésű programsorozatának keretében a budapesti Merlin Színházban. Elődeitől eltérően ez az epizód csak 10 perces volt, nem 20 vagy 22. Mivel azonban a 13 részesre tervezett sorozat további részeit túl költséges lett volna elkészíteni, nagyjából 250 000 000 Ft-ba került volna, emiatt pedig a készítők nem találtak neki forgalmazót, így a produkciót jegelték. A sorozat sohasem készült el végleges formájában.
Az elkészült első epizód végül 2017. május 17-én, a második május 24-én jelent meg a KEDD Animációs Stúdió YouTube-csatornáján. Azóta törölve lett.

## Epizódok
|  | Alább a cselekmény részletei következnek! |

1. Mézgáék a technikával ismerkednek (A kezdet)
Aladár legújabb ötlete, hogy számítógépet szeretne építeni magának, de nincsenek meg hozzá a szükséges alkatrészei. Megkéri apját, Gézát, hogy szerezzen be neki néhány eszközt a műszaki boltból, cserébe pedig ad neki pénzt szivarra (érdekes fordulat, hogy az apa kuncsorog a fiához zsebpénzért, nem fordítva, és még Aladárnak kell Gézát kioktatnia a pénz felelősségteljes használatáról). Géza persze kellően félreérti Aladár bevásárlólistáját (winchester helyett a Manchester focicsapat csoportképét hozza el neki, optikai egér helyett azt hiszi, Maffiának kell eledelt vennie stb.) Aladárnak fogalma sincs, ezek után hogyan lesz valaha számítógépe. Blöki, a család kutyája azt tanácsolja, kérjen kölcsön Öcsitől, a 30. századi rokontól, de Aladár visszautasítja, emlékezvén, hogy Öcsi hiper-szuper masinái már mennyi bajt okoztak a családnak, illetve azóta sem sikerült újra kapcsoltba lépnie köbükunokájával. Nem sokkal később átjön Máris szomszéd, aki közli, hogy Mézgáék csekket kaptak, ötszázezer forinttal, de mivel ők felhatalmazták Márist, hogy nyugodtan átveheti a postájukat, így ezért a hivatásért, ő nem kis összeget kér el, s uzsorakamattal le is vonja a saját részét a kapott pénzből (hasonlóan, ahogy a korábbi sorozatokban is tette, ha Mézgáékkal üzletelt). A pénzt egyébként Aladár kapta egy tudományos verseny fődíjaként. A család minden tagja szívesen hasznot húzna belőle: Géza szivart venne, Paula kozmetikáztatna, Kriszta koptatott farmert akar, Blöki velős csontot, sőt még Máris is felajánlja "pénzügyi tanácsait" a fiúnak. Aladár egyikből se kér, és elhatározza, hogy a kapott pénzen végre megveszi magának a számítógépet, miközben a család minden tagját meggyőzi, hogy a számítógép milyen hasznos tud lenni. "Ha kiismeritek a számítógépet, leesik az állatok!" – mondja büszkén. Erre Blöki máris felhorkan: "Állatok? Engem, légy szíves, ne keverj bele!"
2. Végy egy gépet
Aladár bukásra áll az iskolában irodalomból, és a tanára kiköti: ha nem sikerül elolvasnia a tantárgyból feladott kötelező olvasmányokat, akkor megbukik. Aladár nem szeretné, hogy a szülei tudjanak a bukásáról, ezért kitalálja, hogy eltávolítja a családot a házból egy hétvége erejéig. Elküldi őket nyaralni, melynek költségeit ő állja a nyereménypénzéből. Miután Géza, Paula, és Kriszta elmennek, Aladár elmegy a bolhapiacra, hogy számítógépet vásároljon magának, mely segíthet neki a tanulásban. Néhány sikertelen vásárlás után végül egy kínai boltban megveszi az alkalmas gépet, melyet kicsit átalakít egy briliáns találmánnyá. Ennek segítségével megvalósítja, hogy az elolvasandó irodalmi mű virtuális képekben megjelenjen előtte. A választott mű A Pál utcai fiúk lesz Molnár Ferenctől, melyet Aladárnak sikerül végignéznie, még az agyához kapcsolható gondolatátvivő sisak segítségével azt is eléri, hogy ő maga belekerüljön a történetbe, és ezzel megváltoztassa annak tragikus végkifejletét, sőt még némi 21. századi modernséget is visz a történet világába. Az epizód azzal ér véget, hogy Géza, Paula, és Kriszta a tengerparton sütkérezve azon tűnődnek, vajon mit csinálhat most otthon Aladár.
|  | Itt a vége a cselekmény részletezésének! |

## Stáb

### Alkotók
- Rendező: Ternovszky Béla
- Forgatókönyvíró: Nepp József [2]
- Zeneszerző: Deák Tamás
- Producer: Morvay Gábor
- Mozdulattervező: Baumgartner Zsolt[2]

### Szereposztás
| Szereplők                    | Eredeti hangja  |
| ---------------------------- | --------------- |
| Géza                         | Harkányi Endre  |
| Paula                        | Tóth Judit      |
| Kriszta                      | Haumann Petra   |
| Aladár                       | Baradlay Viktor |
| Máris szomszéd               | Tomanek Gábor   |
| Blöki                        | Reviczky Gábor  |
| Tanár                        | Versényi László |
| Ószeres                      | Seder Gábor     |
| Kínai kereskedő              | Kerekes József  |
| Nemecsek Ernő                | Czető Ádám      |
| Boka János                   | Czető Roland    |
| Nemecsek András, szabómester | Csuha Lajos     |
| Geréb Dezső                  | Penke Bence     |